# Stenosphecia
Stenosphecia é um gênero de traça pertencente à família Brachodidae.